# Regionalnetz
Die Regionalnetze waren Geschäftseinheiten der DB Netz auf örtlicher Ebene. Sie wurden Anfang 2001 im Rahmen des Programms Netz 21 und der Mittelstandsoffensive der Deutschen Bahn zeitgleich mit den ersten RegioNetzen gegründet und bestanden bis zum 30. September 2020. Während letztere von DB Netz und DB Regio betrieben werden, gehörten die Regionalnetze nur zur DB Netz und befassten sich ausschließlich mit der Eisenbahninfrastruktur der regionalen Strecken. Ziel war es, überschaubare Organisationseinheiten zu schaffen, die mit straffer Hierarchie und Kompetenz vor Ort sich ausdrücklich mit den z. T. schwach ausgelasteten und defizitären Strecken beschäftigen und eigene, angemessene Wege finden, diese Strecken zu betreiben. Die DB Netz AG will für Strecken, wie z. B. Berlin–Beeskow–Frankfurt (Oder), nicht den sehr hohen Standard an Investitionen und Instandhaltung übernehmen, der z. B. auf den Hochgeschwindigkeitsbahnen Rhein–Main oder Berlin–Hamburg angemessen ist. Die Strecken sind größtenteils Nebenbahnen oft mit nur 1-Stunden-Takt, wenig Güterverkehr und geringen Achslasten, die mit Low-cost-Techniken auskömmlich betrieben werden können, wobei für die Kunden im Reise- und Güterverkehr trotzdem Verbesserungen – z. B. eine Erhöhung der Streckengeschwindigkeit – möglich sind.
Die Kriterien zur Zuordnung einer Strecke zu einem Regionalnetz waren:
- Strecke dient überwiegend dem Regionalverkehr außerhalb von Ballungsräumen und
- Strecke dient überwiegend dem SPNV, weniger als 8 Fernverkehrstrassen bzw. 10 Güterverkehrstrassen oder
- Strecke dient in Knoten der Verbindung anderer Strecken des Regionalnetzes

Organisatorisch wurden die Regionalnetze als Profit-Center, ähnlich einem mittelständischen Unternehmen, geführt. Rückgrat ihrer Netzkonzepte war der jeweilige Geschäftsplan, der mittelfristig die Wirtschaftlichkeit der einzelnen Strecken dokumentierte.
Seit 2015 verantworteten die Regionalnetze die Regelwerke für ihre Anlagen in eigener Regie. Unverändert unterlagen auch bedarfsgerechtere Techniken den Bestimmungen des Allgemeinen Eisenbahngesetzes (AEG), der Eisenbahn-Bau- und Betriebsordnung (EBO) und den Forderungen der zuständigen Aufsichtsbehörde, des Eisenbahn-Bundesamtes (EBA).
Auf den Regionalnetzen fuhren nicht nur Eisenbahnverkehrsunternehmen (EVU) des DB-Konzerns (z. B. DB Regio, DB Cargo), sondern auch viele gleichberechtigte Dritte (z. B. Ostdeutsche Eisenbahn (ODEG), Niederbarnimer Eisenbahn (NEB)). Über 300 EVU nutzten die die Regionalnetze und legten dabei jährlich 145 Millionen Trassenkilometer zurück.
Bei der DB Netz AG gab es bundesweit 28 Regionalnetze (August 2011: 29; 2008: 41), die vor Ort zusammen mit den Aufgabenträgern des Schienenpersonennahverkehrs (SPNV) – den Bundesländern oder SPNV-Zweckverbänden – die Strecken weiterentwickelten. 4500 Mitarbeiter sind hier beschäftigt.
Die Regionalnetze umfassten eine Betriebslänge von 11.284 km mit 2595 Betriebsstellen, 8685 Bahnübergängen, 81 Tunneln, 6858 Signalen und 7576 Eisenbahnbrücken. Die Länge der Gleise betrug 13.337 km.

## Liste der Regionalnetze
- Ostbrandenburg
- Westbrandenburg
- Schwerin-Mecklenburg-Strelitz
- Ostmecklenburg Vorpommern
- Nord-Ostsee
- Oldenburg
- Harz-Weser
- Elbe-Weser-Heide
- Münster Ostwestfalen
- Bergisch-Märkisches-Land
- Elbe-Saale
- Thüringer Becken Südthüringen
- Vogtland Ostthüringen
- Mittelsachsen
- Ostsachsen
- Wetterau
- Odenwald
- Westerwald
- Eifel-Rhein-Mosel
- Pfalz
- Rheinhessen-Weinstraße
- Freudenstädter Stern
- Schwäbische Alb
- Südbaden
- Franken
- Bayerwald
- Südbayern
- Oberpfalz
- Karwendel

Stand: August 2011
Zum 30. September 2020 wurden die Regionalnetze mit den bisherigen Produktionsdurchführungen verschmolzen. Die DB Netz AG agiert nunmehr mit 34 regionalen Einheiten, die als Netze bezeichnet werden.